# Felbridge
Felbridge är en ort och civil parish i Storbritannien.   Den ligger i grevskapet Surrey och riksdelen England, i den södra delen av landet, 40 km söder om huvudstaden London. Felbridge ligger 94 meter över havet och antalet invånare är 2 096.
Terrängen runt Felbridge är platt, och sluttar norrut. Runt Felbridge är det ganska tätbefolkat, med 172 invånare per kvadratkilometer. Närmaste större samhälle är Crawley, 10,3 km väster om Felbridge. I omgivningarna runt Felbridge växer i huvudsak blandskog.